# Nhóm ngôn ngữ Thái
Nhóm ngôn ngữ Thái (Tai) (còn gọi là Nhóm ngôn ngữ Tráng-Thái) là một Nhóm ngôn ngữ thuộc ngữ hệ Tai-Kadai. Nhóm ngôn ngữ này bao gồm các ngôn ngữ như tiếng Tráng, tiếng Bố Y, tiếng Thái Lặc, tiếng Thái Na (tại Trung Quốc), tiếng Thái (tại Thái Lan), tiếng Lào, tiếng Shan, tiếng Tày, tiếng Nùng v.v.

## Phân loại

### Haudricourt (1956)
André-Georges Haudricourt nhấn mạnh tính đặc thù của nhóm ngôn ngữ Dioi (Tráng) và đề xuất một sự phân chia hai chiều giữa hai nhóm ngôn ngữ chính này. Dưới đây là cách phân chia của Haudricourt, trong đó ông sử dụng các tên gọi gốc của ngôn ngữ kèm theo tên thay thế trong ngoặc:
- Tai
  - Dioi: Tráng Y, Tráng Ung Bắc, Tráng Hữu Giang, Bố Y (Buyi)
  - Tai thật sự: Ahom, Shan, Xiêm (Thái), Lào, Thái Trắng (Tai Dón), Thái Đen (Tai Dam), Tráng Nam, Thổ (Tày), Nùng

### Lý Phương Quế (1977)
Lý Phương Quế (Li Fang-Kuei, 李方桂) chia các ngôn ngữ Tai thành ba nhánh: Tai Bắc, Tai Trung tâm và Tai Tây Nam. Hệ thống phân loại này được xem là mô hình chuẩn trong lĩnh vực ngôn ngữ học so sánh các ngôn ngữ Tai.
- Tai
  - Tai Bắc
  - Tai Trung tâm
  - Tai Tây Nam (Thái)

### Gedney (1989)
William J. Gedney (1989) xem Tai Trung tâm và Tai Tây Nam là hai tiểu nhánh của cùng một nhánh, trong khi Tai Bắc là một nhánh độc lập.
- Tai
  - Tai Bắc
    - Tai Trung tâm
    - Tai Tây Nam

### Luo (2001)
Luo Yongxian (2001) nhận ra đặc điểm khác biệt của người Thái Đức Hoành (Thái Na) và cho rằng ngôn ngữ này nên được xếp vào một nhánh riêng Tai Tây Bắc. Luo cho rằng nhánh Tai Tây Bắc có nhiều đặc điểm của Tai Trung tâm và Tai Bắc mà không thấy ở Tai Tây Nam.
- Tai
  - Tai Bắc
  - Tai Trung tâm
  - Tai Tây Nam
  - Tai Tây Bắc

### Pittayawat Pittayaporn (2009)
Trong luận văn tiến sĩ 2009, Pittayawat Pittayaporn phân loại các ngôn ngữ Tai như sau:
- Tai
  - D: Tai Bắc
    - I: Tráng Khâm Châu (Tráng Ung Nam Khâm Châu)
    - J
      - M: Tráng Vũ Minh, Tráng Ung Nam, Tráng Long An , Tráng Phù Tuy
      - N: Tai Bắc lõi: Saek, Bố Y, Giáy,  Tráng Hữu Giang và các phương ngữ Tráng Bắc khác

  - C: Tráng Sùng Tả (Tráng Ung Nam Sùng Tả), Tráng Thượng Tư (Tráng Ung Nam Thượng Tư), Cao Lan
  - B: Tráng Ninh Minh (Tiếng Tráng Tả Giang Ninh Minh)
  - A
    - F: Tráng Long Châu, Tráng Lôi Bình
    - E
      - H: Tráng Long Minh,Tráng Đại Tân
      - G
        - L (Nùng): Tráng Nhạng Đức Bảo, Tráng Nhạng Tĩnh Tây, Nùng (Phía Tây) Mường Khương, Nùng Văn Sơn), Nùng Nghiễn Sơn
        - K
          - P (Tày): Tày Bảo Yên, Tày Cao Bằng, Tráng Đại Văn Ma
          - O
            - R: Sapa
            - Q: Tai Tây Nam (Lào, Thái Lan, Myanmar)

Tiếng Tráng chuẩn được dựa trên phương ngữ Song Kiều, Vũ Minh.

Các địa điểm khảo sát theo Zhang (1999), được chia theo phân nhóm bởi Pittayaporn (2009):
N,
M,
I,
C,
B,
F,
H,
L,
P

### Edmondson (2013)
Phân tích phát sinh tính toán của Jerold A. Edmondson (2013) về các ngôn ngữ Tai được trình bày dưới đây. Tiếng Tày và Nùng đều được thể hiện là những nhánh nhất quán thuộc Tai Trung tâm. Tai Bắc và Tai Tây Nam cũng được thể hiện là những nhánh có cấu trúc rõ ràng và nhất quán.
- Tai
  - Tai Bắc: Bố Y, Giáy, Po-Ai, Tráng Vũ Minh, Tráng Mã San
  - 
    - Tai Trung tâm
      - Tai Trung tâm: Nung Chau, Tráng Bình Hương, Tráng Lôi Bình, Tráng Ninh Minh
      - Nùng: Nùng Phía Tây, Nùng Giang, Nùng An, Thu Lao
      - Tày: Tày Bảo Lạc, Tày Khánh Trung, Cao Lan

    - Tai Tây Nam: Ahom, Shan, Thái Đức Hoành, Thái Thanh (Nghệ An), Thái Đen, Thái Trắng, Pa Dí, Lào, Thái

## Phục nguyên
Tai Nguyên Thủy được phục nguyên bởi Lý Phương Quế năm 1977 và Pittayawat Pittayaporn năm 2009.
Tai Tây Nam Nguyên Thủy được phục nguyên bởi Lý Phương Quế năm 1977 và bởi Nanna L. Jonsson năm 1991.

## So sánh từ vựng

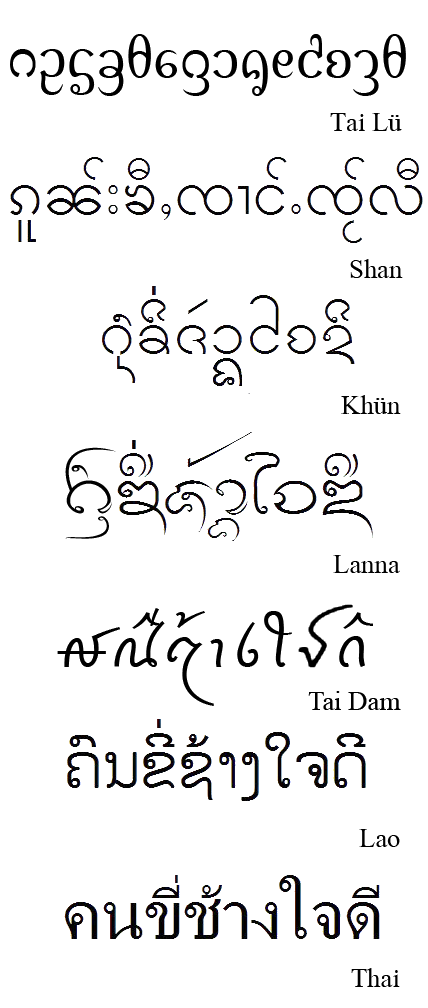
Các mẫu tự thuộc Nhóm ngôn ngữ Thái. Cụm từ là "người cưỡi voi tốt bụng" được viết bằng các ngôn ngữ thuộc Nhóm ngôn ngữ Thái

Dưới đây là bảng so sánh các ngôn ngữ Tai.
| Nghĩa    | Proto-Tai | Thái       | Lào        | Bắc Thái   | Shan            | Lự        | Tráng chuẩn | Ahom |
| -------- | --------- | ---------- | ---------- | ---------- | --------------- | --------- | ----------- | ---- |
| gió      | *dluom    | /lōm/      | /lóm/      | /lōm/      | /lóm/           | /lôm/     | /ɣum˧˩/     | lum  |
| thị trấn | *mɯəŋA    | /mɯ̄aŋ/     | /mɯ́aŋ/     | /mɯ̄aŋ/     | /mɤ́ŋ/           | /mɤ̂ŋ/     | /mɯŋ˧/      | mvng |
| trái đất | *ɗin      | /dīn/      | /dìn/      | /dīn/      | /lǐn/           | /dín/     | /dei˧/      | nin  |
| lửa      | *wɤjA     | /fāj/      | /fáj/      | /fāj/      | /pʰáj/ or /fáj/ | /fâj/     | /fei˧˩/     | phai |
| tim      | *cɤɰA     | /hǔa tɕāj/ | /hǔa tɕàj/ | /hǔa tɕǎj/ | /hǒ tsǎɰ/       | /hó tɕáj/ | /sim/       | chau |
| nước     | *C.namC   | /náːm/     | /nâm/      | /nám/      | /nâm/           | /nà̄m/     | /ɣaem˦˨/    | nam  |

## Liệt kê ngôn ngữ

Bản đồ phân bố ngữ hệ Tai-Kadai
Nhóm ngôn ngữ Tai gồm:
Tai Bắc / Tráng Bắc + Bố Y
Tai Trung tâm / Tráng Nam
Tai Tây Nam/ Các ngôn ngữ Thái

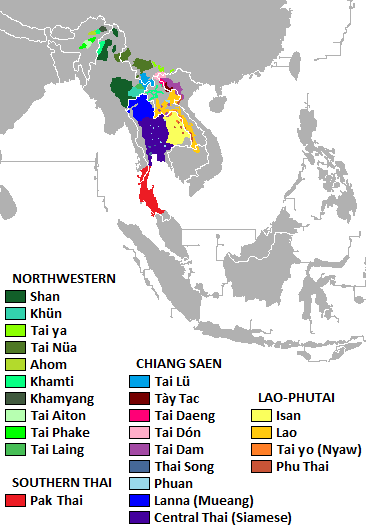
Nhóm ngôn ngữ Tai Tây Nam

Tiếng Nam Thái (Pak Thái) thường được coi là khác biệt nhất; nó dường như giữ lại những phản ánh tiêu chuẩn về sự phát triển âm đầu đã bị che khuất trong các ngôn ngữ khác (Trung Tâm-Đông). Ngôn ngữ được xây dựng lại được gọi là Thái nguyên thủy, là tổ tiên của tất cả các ngôn ngữ Tai.
Các ngôn ngữ thuộc Nhóm ngôn ngữ Tai được liệt kê dưới đây dựa trên SIL International:
- Trung bộ:
  - Tiếng Tráng phương nam (sử dụng mã ccy) 
    - Tiếng Tráng Nghiễn Quảng (zhn)
    - Tiếng Tráng Đức Tĩnh (zyg)
    - Tiếng Tráng Minz (zgm)
    - Tiếng Tráng Ung Nam (zyn)
    - Tiếng Tráng Tả Giang (zzj)
    - Tiếng Tráng Văn Ma (zhd)

  - Ngũ Sắc thoại (eee) (Trung Quốc)
  - Tiếng Sán Chay (Cao Lan) (mlc) (Việt Nam)
  - Tiếng Nùng (nut) (Việt Nam)
  - Tiếng Lào Bóc (Lào Noi, Ts'ün-Lao) (tsl) (Lai Châu, Việt Nam)
  - Tiếng Tày (tyz) (Việt Nam)
  - Trung đông bộ
    - Tây bắc bộ 
      - Tiếng Đồ Long (Turung) (try) (Ấn Độ) (tuyệt chủng)
- Bắc bộ
  - Tiếng Tráng phương bắc (dùng mã ccx) 
    - Tiếng Tráng Quế Biên (zgn)
    - Tiếng Tráng Liễu Giang (zlj)
    - Tiếng Tráng Khâu Bắc (zqe)
    - Tiếng Tráng Quế Bắc (zgb)
    - Tiếng Tráng Hữu Giang (zyj)
    - Tiếng Tráng Trung Hồng Thủy Hà (zch)
    - Tiếng Tráng Đông Hồng Thủy Hà (zeh)
    - Tiếng Tráng Liễu Kiềm (zlq)
    - Tiếng Tráng Ung Bắc (zyb)
    - Tiếng Tráng Liên Sơn (zln)

  - Tiếng Bố Y (pcc) (Trung Quốc/Việt Nam)
  - Tiếng Thái Mạn (Tai Mène) (tmp) (Lào)
  - Yoy (yoy) (Thái Lan)
  - Rien (rie) (Lào)
- Tây nam bộ
  - Tiếng Thái Nhã (Tai Ya) (cuu) (Trung Quốc)
  - Trung đông bộ 
    - Chiang Saeng 
      - Tiếng Phuan (phu) (Thái Lan)
      - Tiếng Thái Đỏ (Thái Đăng, Thái Mộc Châu, Tai Daeng) (tyr) (Việt Nam)
      - Tiếng Thái Đen (Thái Đam, Táy Mười, Tai Dam) (blt) (Thái Lan, Lào, Việt Nam)
      - Tiếng Thái Trắng (Thái Đoan, Tay Đón, Táy Khao, Tai Dón) (twh) (Việt Nam)
      - Tiếng Thái Hàng Tổng (Hàng Tổng, Tày Mường) (thc) (Việt Nam)
      - Tiếng Tày Tấc (Tay Tac/Tai Tac) (tyt) (Việt Nam)
      - Tiếng Thái (tha) (Thái Lan)
      - Tiếng Lào Tống (Lao Song, Lao Song Dam, Song) (soa) (Thái Lan)
      - Tiếng Bắc Thái (nod) (Thái Lan)
      - Thu Lao (tyl) (Trung Quốc, Việt Nam)

  - Lào - Phu Thái 
    - Tiếng Lào (lao) (Lào)
    - Tiếng Nyaw (nyw) (Thái Lan)
    - Tiếng Phu Thái (pht) (Thái Lan)
    - Tiếng Isan (tts) (Thái Lan)

  - Tây bắc 
    - Tiếng Ahom (A Hoắc Mỗ) (aho) (Ấn Độ) (tuyệt chủng)
    - Tiếng Aiton (Ngải Thông) (aio) (Ấn Độ)
    - Tiếng Lự (Thái Tây Song Bản Nạp) (khb) (Trung Quốc)
    - Tiếng Khamti (Khảm Đề) (kht) (Myanma)
    - Tiếng Khün (Thái Ngân) (kkh) (Myanma)
    - Tiếng Khamyang (Khảm Dương) (ksu) (Ấn Độ)
    - Tiếng Phake (Phách Khắc) (phk) (Ấn Độ)
    - Tiếng Shan (shn) (Myanma)
    - Tiếng Thái Na (Thái Đức Hoành) (tdd) (Trung Quốc)

  - Tiếng Pa Dí (pdi) (Trung Quốc, Việt Nam)
  - Tiếng Phổ Cách (Puko) (puk) (Lào)
  - Nam bộ 
    - Tiếng Nam Thái (sou) (Thái Lan)

  - Tiếng Thái Long (thi) (Lào)
  - Tiếng Thái Thanh (Táy Thanh, Thanh, Tai Man Thanh)(tmm) (Việt Nam)
  - Tiếng Tày Sa Pa (tys) (Việt Nam)
  - Chưa phân loại:
    - Tiếng Thái Hồng Kim (phân tán tại vùng thung lũng Hồng Hà và Kim Sa giang) (tiz) (Trung Quốc)
    - Yong (yno) (Thái Lan)
- Tay Khang (tnu) (Lào)
- Tai Pao (tpo) (Lào)
- Tiếng Thái Quỳ Châu (Tay Do, Tay-Jo, Tay Yo, Tay Muoi, Tay Quỳ Châu) (tyj) (Việt Nam)
- Chưa phân loại: 
  - Tiếng Kuan (uan) (Lào).

Có tác giả cho là tiếng Saek (skb) thuộc nhóm Bắc bộ của Nhóm ngôn ngữ Thái. Cũng có tác giả coi tiếng Ông Bối (Lâm Cao) thuộc về Nhóm ngôn ngữ Thái.